# 1971 год в театре
1971 год в театре

## Премьеры
- 3 апреля — в Театре имени Ермоловой — «Снега» по пьесе Ю. Чепурина (в роли Ленина — Валерий Лекарев, Крупская — Иветта Киселёва)
- 4 апреля — в Большом театре — «Русская сказка»; в Театре имени Гоголя — «Одни, без ангелов» Л. Жуховицкого; в Театре «Ромэн» — «Любить по-цыгански»
- 8 апреля — в Театре имени Вахтангова — «Здравствуй, Крымов» Р. Назарова; в Ленкоме — «Лабиринт» по пьесе А. Софронова с Еленой Фадеевой, Александром Збруевым, Софьей Гиацинтовой, Николаем Караченцовым в главных ролях
- 10 апреля — в ЦТСА — «Неизвестный солдат» по повести А. Рыбакова
- 11 апреля — в Театре на Малой Бронной — «Трибунал» А. Макаёнка с Геннадием Сайфулиным, Львом Дуровым и др.
- 13 апреля — в Театре имени Моссовета — «Рим, 17, до востребования» Н. Зарудного с Николаем Парфёновым, Михаилом Погоржельским и др.
- 14 апреля — в Музыкальном театре имени Станиславского — «Кола Брюньон»
- 16 апреля — в Малом театре — «Пропасть» по пьесе И. Дарваша с Юрием Каюровым, Нелли Корниенко и др.

## Персоналии

### Родились
- 9 января — Скурихин, Игорь Геннадьевич, российский актёр театра и кино
- 27 января — Кузнецов, Евгений Витальевич, советский и российский актёр театра и кино
- 24 февраля — Чан Джин, южнокорейский театральный и кинорежиссёр, драматург, продюсер, актёр и телеведущий.
- 26 февраля — Ильин, Илья Александрович (актёр), российский актёр театра и кино
- 28 марта — Урванцева, Ульяна Анатольевна, российская актриса театра и кино
- 1 августа — Кутепова, Ксения Павловна, советская и российская актриса, Заслуженная артистка Российской Федерации
- 1 августа — Кутепова, Полина Павловна, советская и российская актриса, Заслуженная артистка Российской Федерации
- 22 октября — Линецкий, Виталий Борисович, украинский актёр театра и кино, заслуженный артист Украины

### Скончались
- 7 февраля — Якушенко, Николай Иванович, советский российский театральный актёр, мастер художественного слова, педагог, Народный артист СССР
- 6 мая — Новицкий, Павел Иванович — советский искусствовед, театральный критик, театровед, литературовед, педагог, государственный деятель.
- 10 мая — Шевченко, Фаина Васильевна, русская советская актриса, народная артистка СССР
- август — Лабзина, Ольга Николаевна, русская советская актриса театра, народная артистка РСФСР
- 14 сентября — Лекарев, Валерий Петрович, русский советский актёр, народный артист РСФСР
- 2 октября — Шпрингфельд, Павел Александрович, советский актёр театра и кино, заслуженный артист РСФСР.
- 4 ноября –  Арусь Худанян, народная артистка Армянской ССР.